# Diplazium mildei
Diplazium mildei är en majbräkenväxtart som först beskrevs av Oskar Kuhn och som fick sitt nu gällande namn av Carl Frederik Albert Christensen.
Diplazium mildei ingår i släktet Diplazium och familjen Athyriaceae. Inga underarter finns listade i Catalogue of Life.